# Георги Консулов (лекар)
Георги Стефанов Консулов е български военен лекар полковник, началник на Военната болница в град Пловдив.
Роден е на 11 април 1890 г. в Пазарджик. Учи във Военното училище в София от 1902 до 1909 г. Участва в Балканските войни и в Първата Световна война като боец и командир на планинска батарея. Награждаван е с ордени „За храброст“ ІІІ и ІV степен.
След краят на войните напуска службата и заминава за Австрия за да продължи вече медицинско образование във Виена и Грац. Остава в Грац до 1926 г., като асистент на доброволни начала в Университетската клиника.
През 1925 г. се жени за австрийка от български произход. В България се завръща през юни 1926 г. и е последователно лекар в железниците в град Бургас, околийски лекар в Хисаря и управител на Държавните минерални бани. След това известно време е началник на Шуменската първостепенна военна болница. От август 1935 г. е дивизионен лекар на Осма пехотна тунджанска дивизия в Стара Загора. През май 1936 г. е откомандирован в 9-та дивизионна първостепенна военна болница в Пловдив, като неин началник. Впоследствие е дивизионен лекар на ІІ дивизия и армейски лекар на Втора армия.
На тази две длъжности взема участие в бойните действия на територията на Югославия през Отечествената война 1944 – 1945 г.